# جون روبرتسون (سياسي نيوزلندي)
جون روبرتسون (بالإنجليزية: John Robertson)‏ هو سياسي نيوزلندي، ولد في 6 ديسمبر 1951. انتخب عضو مجلس النواب النيوزيلندي عن دائرة Papakura (New Zealand electorate) ‏ (1993 – 1995) وانتخب عضو مجلس النواب النيوزيلندي عن دائرة Papakura (New Zealand electorate) ‏ (1990 – 1993).